# Lake McIvor
Der Lake McIvor ist ein See in der Region Southland auf der Südinsel von Neuseeland.

## Geographie
Der Lake McIvor befindet sich im Fiordland National Park, rund 3,6 km westlich des North West Arms und rund 3,8 km nördlich des South West Arms des Lake Te Anau. Der nahezu in der Mitte abgewinkelte See besitzt eine Flächenausdehnung von rund 1,64 km² und erstreckt sich auf einer Höhe von 726 m über eine Länge von rund 3,5 km von zunächst Nord nach Süd und dann in südwestlicher Richtung. An seiner breitesten Stelle misst der See rund 935 m in Südwest-Nordost-Richtung.
Der See wird von einigen kleinen Gebirgsbächen gespeist, besitzt aber keinen Wasserabfluss. Die ihn umgebenden Bergen weisen Gipfel zwischen 1136 m und  1551 m auf. An seinem südöstlichen Ende senkt sich das Gebirge auf bis zu rund 730 m ab, was aber nicht zu einem regulären Wasserabfluss für den See reicht.